# Woski

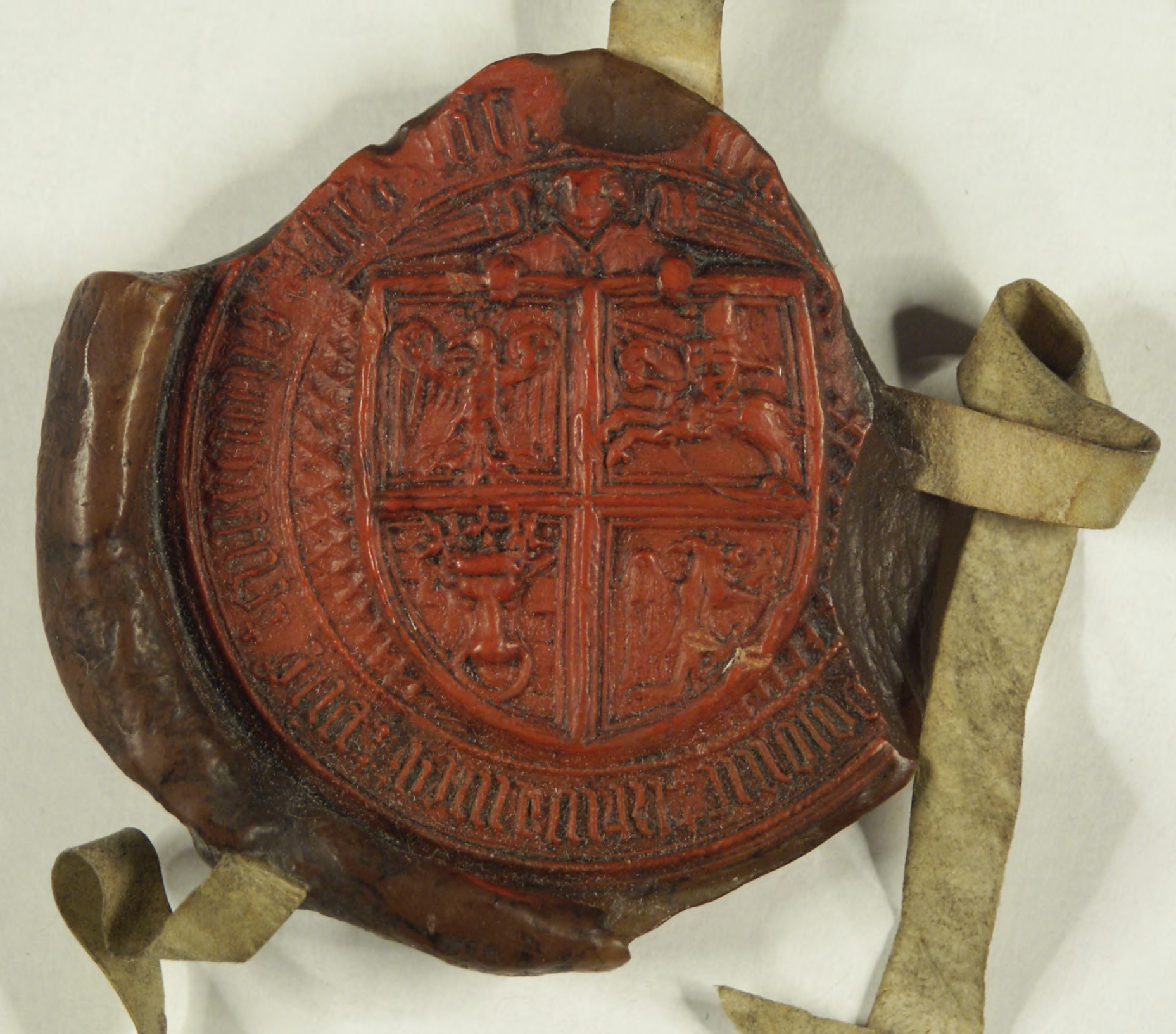
Woskowa pieczęć Władysława Jagiełły, 1386 (ze zbiorów Archiwum Państwowego w Poznaniu)

Woski – grupa substancji stałych pochodzenia naturalnego lub syntetycznego o stosunkowo niskiej temperaturze topnienia i małej lepkości w stanie stopionym. Parametry wosków są różnie określane przez różne źródła. Według Niemieckiego Towarzystwa Nauki o Tłuszczach woski mają następujące właściwości:
- ugniatalne w temperaturze 20 °C
- kruche
- od gruboziarnistych do drobnokrystalicznych
- od półprzeźroczystych do matowych
- po stopieniu cechują się względnie małą lepkością, nawet nieznacznie powyżej temperatury topnienia
- nie wykazują tendencji do włóknistości
- o konsystencji i gęstości zależnej od temperatury
- możliwe do polerowania przy niewielkim nacisku.

Według innych definicji są to substancje nierozpuszczalne w wodzie, o temperaturze topnienia 50–95 °C i gęstości 0,875–0,999 g/cm³, lub substancje będące zwykle mieszaninami i topiące się bez rozkładu powyżej 40 °C.
Woski pochodzenia zwierzęcego to przede wszystkim estry wyższych kwasów tłuszczowych monokarboksylowych (do 80 atomów węgla) oraz wyższych alkoholi monowodorotlenowych. Kwasy tłuszczowe są zwykle nasycone, natomiast alkohol może być nasycony lub nienasycony. Niektóre woski składają się z alkoholi złożonych z grupy steroli (np. cholesterol). Są nierozpuszczalne w wodzie ze względu na zbyt słaby charakter polarnej główki (tj. grupy estrowej). Powoli rozpuszczają się w rozpuszczalnikach organicznych. Ulegają trudniej hydrolizie niż glicerydy, przez co są od nich bardziej trwałe.

## Rodzaje wosków
- Woski pochodzenia zwierzęcego
  - wosk pszczeli
  - lanolina
  - spermacet (olbrot)
  - wosk trupi
- Woski pochodzenia roślinnego
  - olej jojoba
  - carnauba
  - kandelila
- Woski mikrokrystaliczne
  - montanowy (wosk)
  - cerezyna
- Woski mineralne
  - wosk ziemny – produkt kopalny będący mieszaniną stałych alkanów
  - parafina
- Woski syntetyczne

## Funkcje w kosmetykach
- nadaje połysk
- poprawia smarowność
- poprawia przyleganie
- poprawia trwałość
- podwyższa temperaturę topnienia
- trwałe w środowisku kwaśnym i zasadowym

## Funkcje biologiczne
Woski w organizmach żywych spełniają rolę ochronną, powlekają cienką warstwą pióra, liście (chroniąc przed transpiracją), owoce; w skórze zwierząt wpływają na jej elastyczność, hydrofobowość i chronią przed wnikaniem drobnoustrojów.